# Helicodontium acuminatum
Helicodontium acuminatum là một loài Rêu trong họ Myriniaceae. Loài này được Müll. Hal. mô tả khoa học đầu tiên năm 1897.